# Gladys Swarthout
Gladys Swarthout (Deepwater, 25 dicembre 1900 – Firenze, 7 luglio 1969) è stata un mezzosoprano e attrice statunitense.

## Biografia
Mentre studiava al Bush Conservatory of Music di Chicago, un gruppo di amici le organizzò un'audizione con la Civic Opera House. Con sua grande sorpresa, finì con un contratto, anche se all'epoca non conosceva un solo ruolo operistico. Quando debuttò pochi mesi dopo, aveva memorizzato 23 parti e aveva partecipato a oltre la metà delle opere della stagione.
Ha cantato per la Ravinia Opera Company di Chicago per tre stagioni. Cantò Carmen nell'aprile del 1928 a Chicago con l'American Opera Company, di cui in seguito divenne membro il suo futuro marito, Frank M. Chapman Jr. Nel 1929 fece il suo debutto al Metropolitan Opera House, dove cantò in oltre 270 spettacoli fino al suo Gala Farewell il 16 aprile 1966.
Il ruolo della Swarthout nei panni di Carmen era molto rispettato. Lavorava regolarmente otto ore al giorno con allenatori vocali e trascorreva un'ora o più cantando duetti con suo marito, Frank Chapman, anche lui cantante d'opera. Sosteneva il gonfiaggio di palloncini e di bolle per rafforzare i suoi polmoni. Ha anche scritto un romanzo semi-autobiografico intitolato Come Soon, Tomorrow: The Story of a Young Singer pubblicato per la prima volta nel 1943, che ha avuto almeno sette stampe.

### Film
È apparsa in cinque film per la Paramount Pictures, Rose of the Rancho (1936), Give Us This Night (1936), Champagne Waltz (1937), Romance in the Dark (1938) e Ambush (1939).
Per il film Champagne Waltz con Fred MacMurray, ha cantato le sue canzoni in cinque lingue, tra cui francese, tedesco, italiano e spagnolo per le versioni straniere dei film. La Swarthout si è esibita anche in numerosi spettacoli d'opera in televisione.
In una delle sue ultime esibizioni di canto in pubblico, tenne un concerto nel gennaio 1951 al Met. Continuò a fare apparizioni pubbliche, inclusa un'apparizione in What's My Line? nel 1951. The Railroad Hour presentò Martha il 22 febbraio 1954.
È stata spesso ascoltata in programmi radiofonici, inclusi quelli di General Motors, RCA-Magic Key, Camel Caravan, Ford Symphony e Prudential Family Hour. In un articolo del 1942 la rivista Time riferì di aver guadagnato $1.250.000 nella sua vita. Una delle sue canzoni distintive alla radio era Bless This House, presente nella pubblicità e che si trova comunemente incorniciata in molte case in tutta l'America. Poco dopo la seconda guerra mondiale, la Swarthout registrò "Just Awearyin' for You" (1894 di Frank Lebby Stanton, 1901 di Carrie Jacobs-Bond).

### Concerti
Negli anni '30 e '40 girava regolarmente il paese con Chapman e un accompagnatore attraverso varie iniziative concertistiche, tra cui la National Civic Concert Association e il National Concert Service.
Ha ricevuto una laurea honoris causa in musica ed è l'unica donna ad aver cantato per l'intero Congresso riunito degli Stati Uniti. Ha cantato "America" per il Corpo Diplomatico, la Corte Suprema e il Presidente in occasione del 150º Anniversario della Prima Sessione del Congresso. Durante la seconda guerra mondiale la Swartout era una collaboratrice regolare della radio delle forze armate.

## Relazioni
Swarthout sposò per la prima volta Harry Kern di Chicago, un uomo più anziano che era direttore generale del credito per la Hart-Schaffner Marx Company, ma mantenne ancora il suo nome da nubile per le sue apparizioni di cantante. Kern morì nel 1931.
In seguito sposò Frank M. Chapman, Jr. nel 1931; i due si erano incontrati per la prima volta in un teatro dell'opera a Napoli due anni prima, presentato dalla sorella di Gladys, Roma Swarthout. Oltre al loro comune interesse per il canto, si divertivano a collezionare mobili francesi, molti dei quali possono essere visti insieme nelle loro fotografie. Una volta ha detto: "Il nostro matrimonio è iniziato come un'avventura romantica. Abbiamo intenzione di mantenerla così". Raccoglieva argento e avevano diversi cani. Anche per Chapman era il secondo matrimonio.

## Ultimi anni
Nel 1956 alla Swartout fu diagnosticato un problema alla valvola cardiaca mitrale. Alla fine decise di sottoporsi a un intervento chirurgico a cuore aperto; è stata sul tavolo operatorio per sei ore. Successivamente iniziò una campagna per assicurarsi che i genitori conoscessero i pericoli di una febbre reumatica insospettata.
Nel 1958 il dottor Paul Dudley White le conferì il primo premio "Heart-of-the-Year" dell'American Heart Association, da assegnare ogni anno a un illustre americano la cui fede e coraggio nell'affrontare la sfida personale delle malattie cardiache hanno ispirato nuova speranza per i cuori. Ha scritto della sua decisione in When the Song Left My Heart, un articolo nell'Ottobre 1958 Everywoman's Family Circle. Quando andò in pensione lei e Frank acquistarono una villa in Italia, La Ragnaia, vicino a Firenze, dove vissero insieme fino alla morte di Chapman nel 1966.

## Morte
Morì il 7 luglio 1969, all'età di 68 anni, a Firenze, in Italia, per cardiopatia.

## Incisioni
- Gladys Swarthout canta Your Favorites, 1959, RCA
- Gladys Swartout Musical Show Hits, RCA
- L'arte di Gladys Swarthout, 1970, RCA Victrola, Vic-1490
- My Song Goes On, 2006, Flare –SPEC 1027
- Gladys Swartout, Empire Records
- Poesia d'amore e il mare, RCA Victor #LM-1793
- Canzoni dell'Alvernia, RCA Victor WDM 1540
- Voci leggendarie - Gladys Swarthout, 2003 Vergangenheit
- I preferiti di Gladys Swartout dal Musical Theatre

## Libri
- (EN) Gladys Swarthout, Come soon, tomorrow : the story of a young singer, New York, Dodd, Mead & Co., 1943, OCLC 25271170.